# يولو أبيل
يولو جونسون أبيل (ولد عام 1942) هو سياسي من جمهورية فانواتو. شغل منصب رئيس فانواتو للفترة من 2 أيلول 2009 حتى أيلول 2014.